# Planckenergitäthet
Planckenergitäthet, betecknat {\displaystyle \rho _{\text{P}}^{E}}, är en energitäthetsenhet och en av de härledda Planckenheterna, ett måttenhetssystem som bygger på naturliga enheter. Planckenergitäthet definieras som:
{\displaystyle \rho _{\text{P}}^{E}={\frac {E_{\text{P}}}{l_{\text{P}}^{3}}}={\frac {c^{7}}{\hbar G^{2}}}}
där {\displaystyle G} är gravitationskonstanten, {\displaystyle \hbar } Diracs konstant och {\displaystyle c} ljusets hastighet i vakuum.
Dess värde är ungefär 4,63298 × 10113 J/m3.